# تيتانوسين
تيتانوسين هو الاسم الكيميائي المطلق على فرد من مجموعة الميتالوسينات، عندما تكون ذرّة تيتانيوم مركزية محصورة بين مجموعتين من أنيون حلقي البنتاديينيل، وبذا تكون له الصيغة الكيميائية C10H10Ti؛ إلا أنه لم يتمكن بعد من عزله على هذا الشكل؛ إلا أن المشتق عشاري الميثيل معروف.

## الخواص
يوجد التيتانيوم في هذا المعقد التناسقي في حالة الأكسدة +2، وهو بذلك يكون حاوياً على 14 إلكترون تكافؤ في بنيته، وذلك لا يؤمن له الاستقرار الكافي، إذ يعد من المؤكسدات القوية.

### البنية
تنقص بنية التيتانوسين أربعة إلكترونات للوصول إلى الاستقرارية وفق قاعدة 18 إلكترون، لذلك يميل التيتانوسين إلى تشكيل ثنائي وحدات، والحاوي على ربيطة جسرية من الهيدريد، بالتالي تتشكل رابطة ثلاثية المركز ثنائية الإلكترون؛ كما ترتبط وحدتا أنيون حلقي البنتاديينيل مع بعضهما لتشكلا وحدة فولفالين Fulvalene، مما يجمع المكونات مع بعضها البعض، بحيث يكون عدد إلكترونات التكافؤ الإجمالي 16 إلكتروناً، وهو بذلك أكثر استقراراً من ذي قبل.

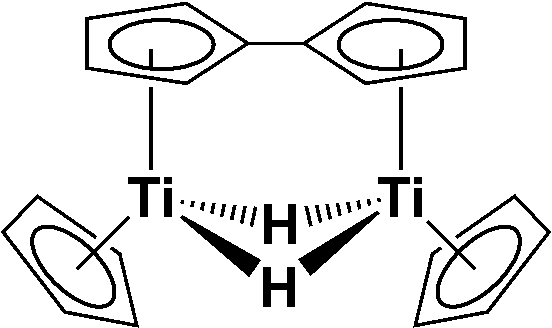
ثنائي وحدات من التيتانوسين